# Vespa 946

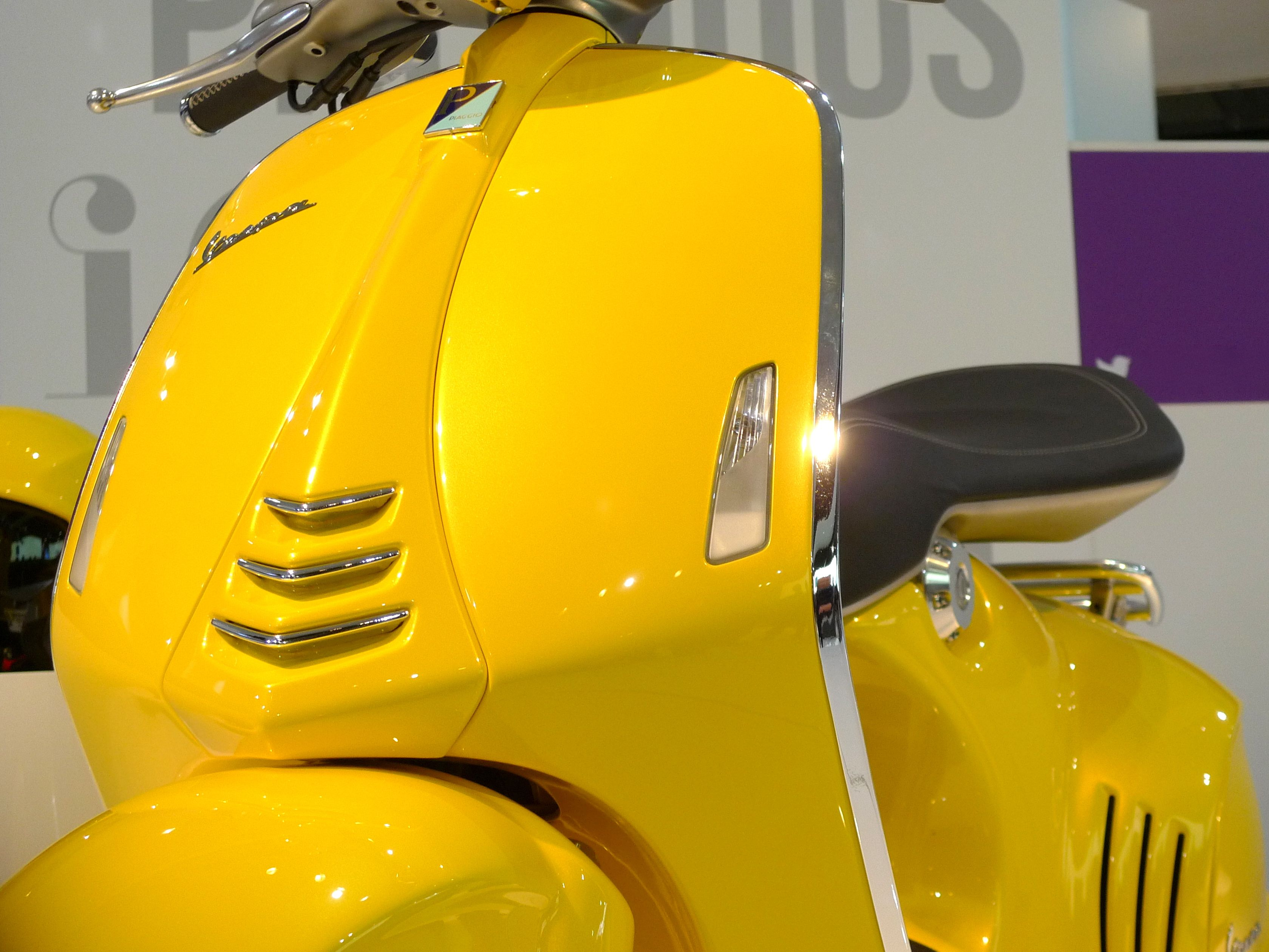
Vespa 946

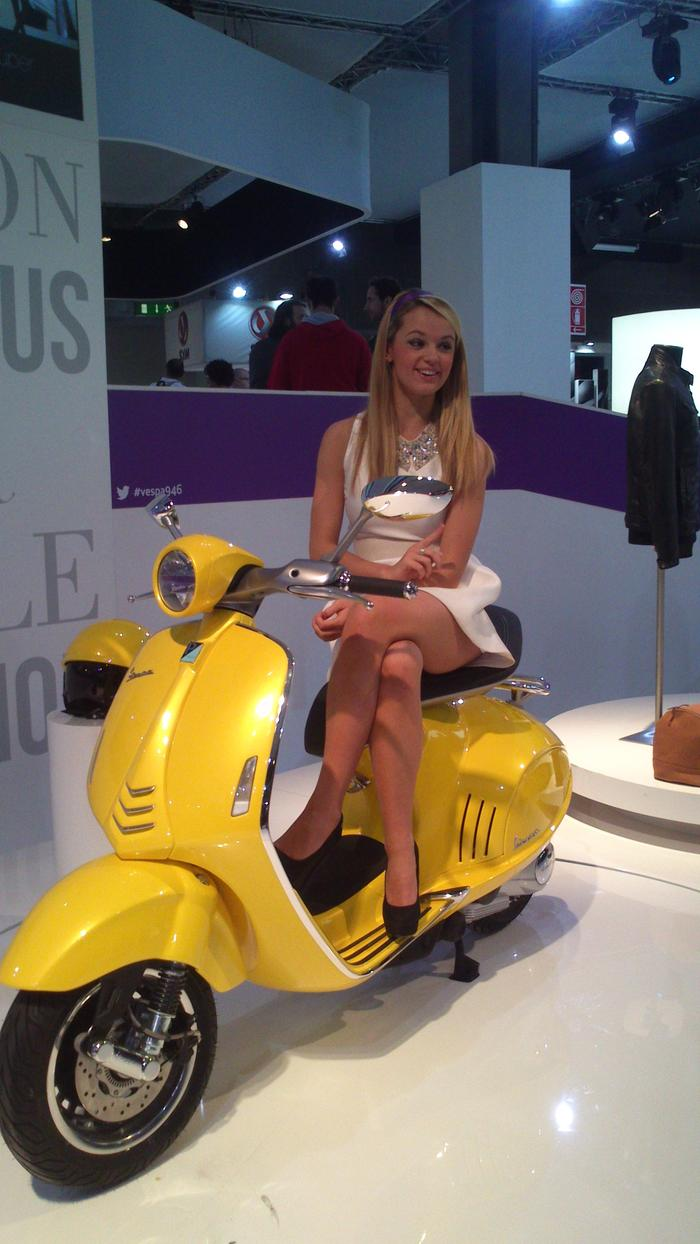
Präsentation auf der EICMA 2012

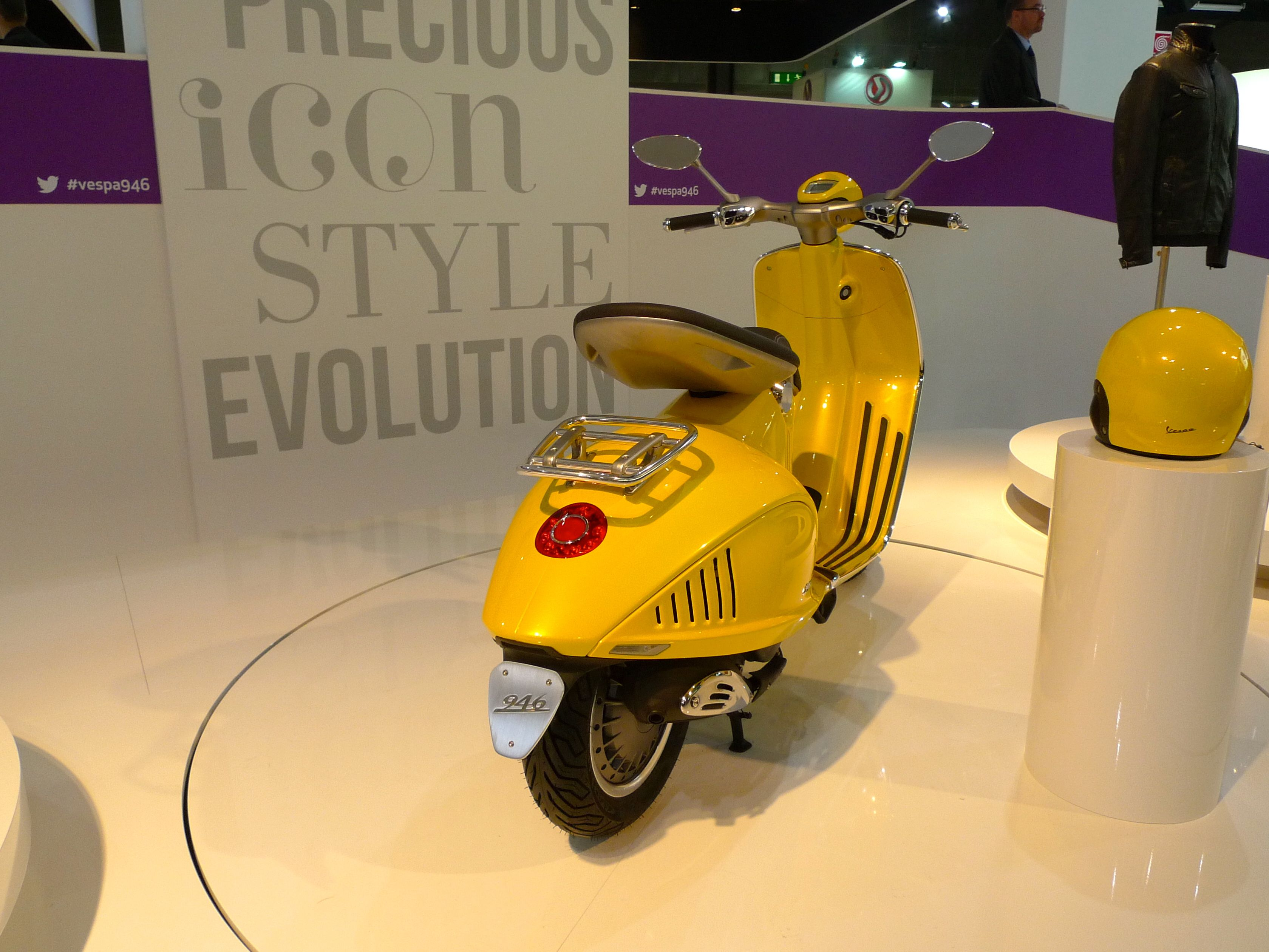
Vespa 946 von hinten

Die Vespa 946 ist ein Motorroller des Herstellers Piaggio, der seine klassische Produktlinie unter dem Markennamen Vespa vertreibt.

## Vorgeschichte
Mit der 2011 vorgestellten Designstudie Vespa Quarantasei (ital. für 46), die an die allererste Vespa, die MP6 aus 1946 erinnert, präsentierte Piaggio eine neue Generation von luftgekühlten Dreiventil-Viertaktmotoren mit 125 cm³ und 150 cm³, die dann ab 2012 in der Vespa LX und später in anderen Motorrollern von Piaggio angeboten wurden. Mutmaßungen, Piaggio wollte mit dieser Fahrzeugstudie auch austesten, wie dieses Design aufgenommen werden würde, konnten weder bestätigt noch widerlegt werden – das Interesse des Publikums am Design war dann aber so überwältigend, dass sich Piaggio zur Serienfertigung entschloss.

## Präsentation
Bei der EICMA 2012 wurde die Vespa 946 als alltagstaugliches Modell mit den bereits bekannten luftgekühlten Dreiventil-Viertaktmotoren mit 125 cm³ und 150 cm³ präsentiert. Das Chassis besteht aus Stahlblech, einige Elemente wie der vordere Kotflügel, der Lenker oder die seitlichen Abdeckungen sind aber aus einer Aluminiumlegierung gefertigt. In der Hinterachse kommt ein horizontal gelagertes Gasdruck-Federelement (Monoshock) zum Einsatz. Zusätzlich ist sie mit einem Antiblockiersystem (ABS) und einer Antriebsschlupfregelung (ASR) ausgestattet. Der Scheinwerfer besteht ausschließlich aus LED-Leuchtkörpern.

## Design
Das Design stammt von den Piaggio-Designern unter Marco Lambri, Mirko Zocco und Marco Canepa aus dem Piaggio Design Centre. Ausgehend von der Frage, wie die Vespa im Jahr 2020 aussehen könnte, entstand der radikale und dennoch klare Ansatz zur 946. Einerseits hoch modern, orientiert sich die 946 dennoch an zahlreichen Modellen aus der Historie, etwa wird der „low tail“ der Vespa MP6 aufgegriffen, oder der schwebende Sattel, der einen Schwingsattel zitiert. Modern ist aber der Motor, die digitalen Armaturen oder das Licht. Puristisch wurde dagegen die Frage nach dem Stauraum gelöst – die erste Vespa hatte auch keinen. Stattdessen gibt es aber einen leicht montierbaren Gepäckträger als Zubehör.

## Modellgeschichte
| Jahr | Farben        | Beiname           | Bemerkung    |
| ---- | ------------- | ----------------- | ------------ |
| 2013 | weiß, schwarz | Ricordo Italiano  |              |
| 2014 | grau, blau    | Orgoglio Italiano |              |
| 2014 | grau, blau    | Bellissima        | Sondermodell |
| 2015 | mattschwarz   | Emporio Armani    | Sondermodell |
| 2016 | rot           | (Vespa)RED        | Sondermodell |

2013 wurde die Vespa 946 zum Preis von 9000 Euro in den Farben weiß und schwarz angeboten; von der auf 3600 Fahrzeugen limitierten Produktion, die den Beinamen Ricordo Italiano trägt, sind 300 für Deutschland und 200 für Österreich bestimmt, wobei aber nur das Modell mit 125 cm³ angeboten wurde. Produziert wurden die Fahrzeuge im Mai 2013.
Von der Vespa 946 sollte es jährlich eine neue Edition geben, für jedes Jahr waren aber andere Farben vorgesehen und bereits erschienene Farben sollten nicht mehr aufgelegt werden. So kann man anhand der Farbe das Baujahr einer Vespa 946 erkennen. Zudem wurde der Beiname der Edition auf der Metallabdeckung rechts unter dem Sattel eingraviert. Zusätzlich sollten auch Sondermodelle aufgelegt werden, die über eine leicht veränderte Ausstattung verfügen. So hat das Sondermodell Belissima u. a. einen verkürzten Sattel, der aber für einen Beifahrer erweitert werden kann, und einen Gepäckträger.

## Vermarktung
Piaggio stellte den Prototyp und die Serienversion der 946 auf der EICMA vor und verzichtete dabei auf eine aufwändige Präsentation der Vespa 946. Stattdessen erscheinen in Wirtschafts- und Lifestyle-Magazinen ausführliche Artikel über die 946, wobei den Redaktionen für mehrere Tage ein Fahrzeug zur Verfügung gestellt wird. Zudem wird jeder neue Jahrgang medial präsentiert.

## Kritik
Das unausgewogene Preis-Leistungs-Verhältnis war stets Zentrum der Kritik. Der Preis harmonierte nicht mit dem Gebotenen, mit einer Leistung von 8,5 kW (11,6 PS) war die Vespa 946 sogar langsamer als die etwas leichtere Vespa LX mit dem gleichen Motor. Ebenso wurde das Fehlen von Stauraum und der mangelnde Komfort für den Sozius bemängelt. Sehr positiv wurde dagegen das Design aufgenommen, das bis ins Detail durchdacht war.

## Modellübersicht

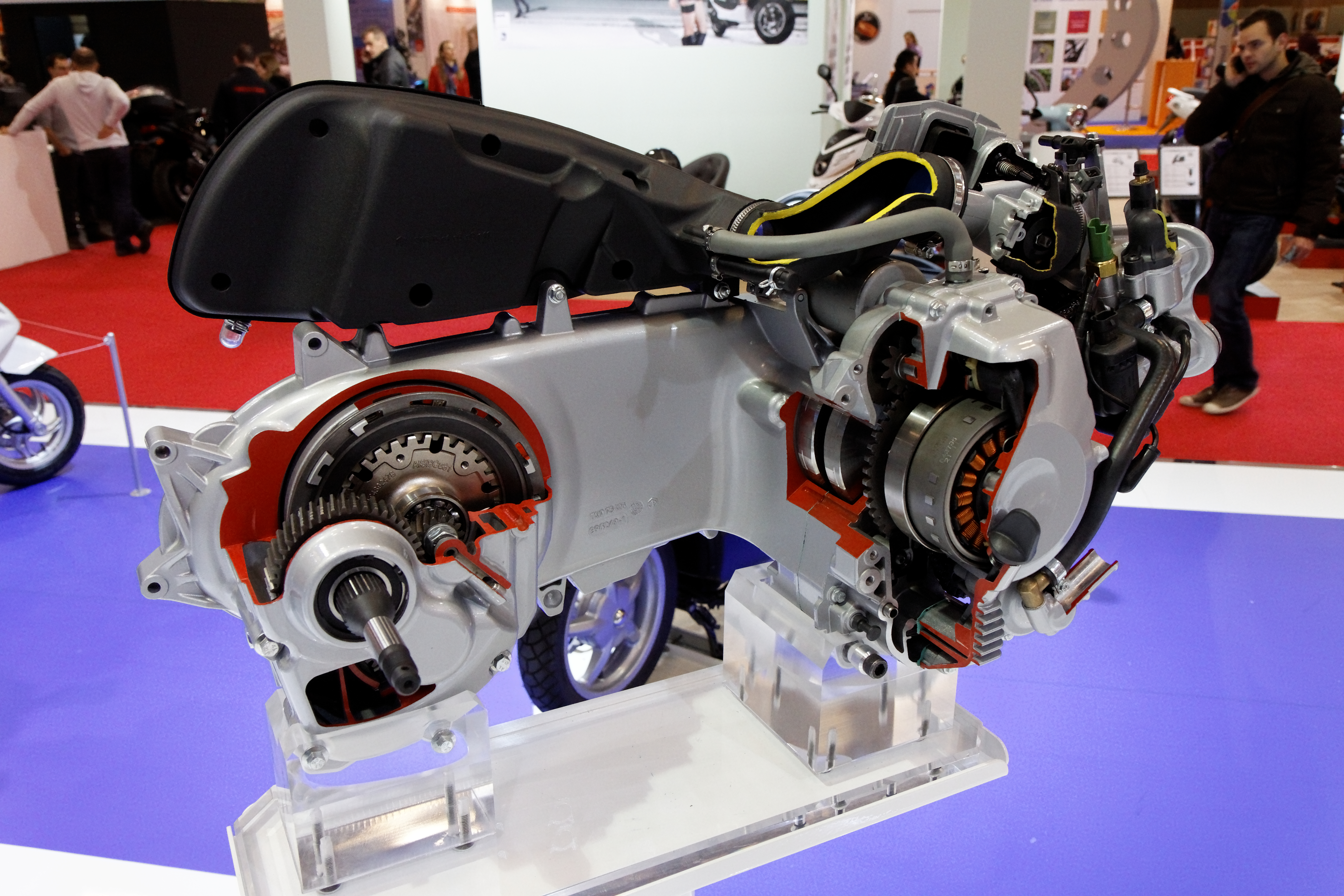
Vespamotor mit Variogetriebe, vorgestellt 2011

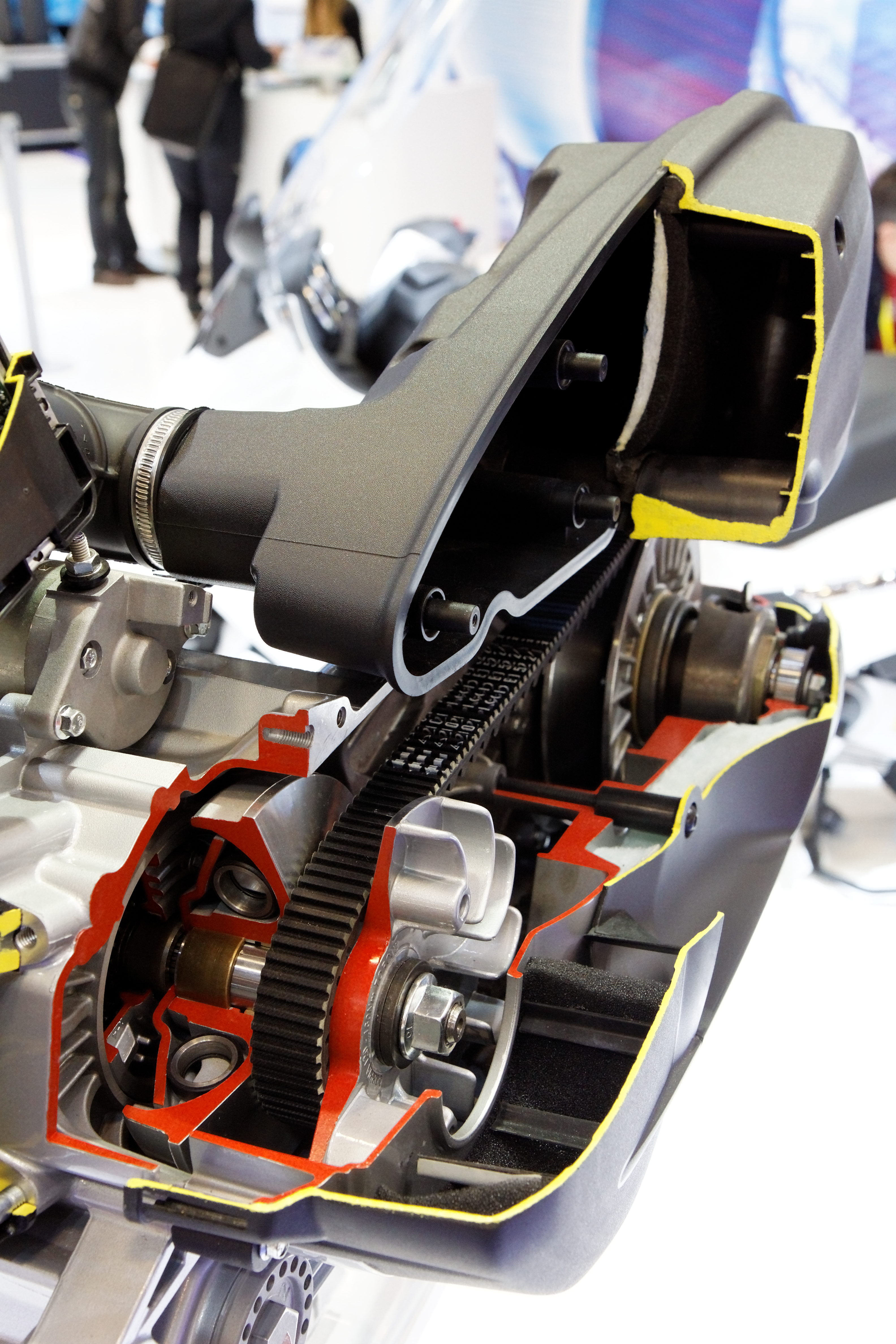
Vespamotor mit Variogetriebe, vorgestellt 2011

|                              | Vespa 946 125 i. e. 3V                                                |
| ---------------------------- | --------------------------------------------------------------------- |
| Bauzeit                      | 2013–2019                                                             |
| Präfix der Rahmennummer      |                                                                       |
| Motorbauart                  | LEM-Viertaktmotor, luftgekühlt, 3 Ventile                             |
| Gemischaufbereitung          | elektronische Einspritzung                                            |
| Hubraum                      | 124 cm³                                                               |
| Bohrung × Hub (mm)           | 52,0 × 58,6                                                           |
| max. Leistung (PS) bei 1/min | 8,5 kW (11,6 PS) 8250                                                 |
| max. Drehmoment bei 1/min    | 10,7 Nm 6500                                                          |
| Getriebe                     | automatisches stufenloses Getriebe mit Keilriemen; Fliehkraftkupplung |
| Rollendimension und Gewicht  | 19x17 8,7 g                                                           |
| Höchstgeschwindigkeit        | ca. 93 km/h                                                           |
| Bereifung                    | 12 Zoll-Reifen                                                        |
| Tankinhalt                   | ca. 8 Liter                                                           |
| Abgasnorm                    | Euro 3/Euro 4                                                         |
| Serviceintervalle            | 10.000 km                                                             |
| Preis                        | ~ 10.000 € (2019)                                                     |